# Osvaldo Rodríguez (calciatore 1990)
Osvaldo Roberto Rodríguez Flores (Guápiles, 17 dicembre 1990) è un ex calciatore costaricano, di ruolo centrocampista.

## Carriera

### Club
Ha giocato nel campionato costaricano.

### Nazionale
Con la nazionale costaricana ha disputato un'edizione della Gold Cup.